# 黃顒
黃顒（1463年—1515年），字伯望，號易庵，福建興化府莆田縣人，民籍，明朝政治人物。

## 生平
弘治二年（1489年）己酉科福建鄉試第二十一名舉人，弘治三年（1490年）庚戌科二甲五十一名進士。授戸部主事，管理臨清鈔關。丁内艰，服除，复为其部员外郎，转郎中，出知廣東肇慶府，會外艰去。改武昌府知府，正德六年正月考察後，擢廣東左叅政，九年正月考察调用，黄顒已卒，年五十三，不果调。

## 家族
曾祖黃孟珍；祖父黃韺，教諭；父黃綱，前母林氏；母方氏。具庆下。兄昂、堂。弟卷、文扬、文章、文雄、文榮、文峰。